# 케네스 유어트 볼딩
케네스 유어트 볼딩(영어: Kenneth Ewart Boulding, 1910년 ~ 1993년)은 영국의 경제학자이다. 영국 리버풀에서 태어나 1948년에 미국으로 귀화하였다. 1949년 이후 미시간 대학에서 경제학을 강의하고 있다. 다수의 저서가 있다.

## 같이 보기
- 전체과학
- 네이단 키피츠
- 로버트 라이트